# Punalua-Ehe
Punalua-Ehe (hawaiisch punalua oder pirauru) oder Gruppenehe bezeichnet eine eingeschränkte Form der Vielehe, die bei den Einwohnern der Inselkette Hawaii im Pazifischen Ozean verbreitet war. Punalua bezeichnet diejenigen Ehepartner, die eine Partnerin oder einen Partner gemeinsam haben, wird aber auch für andere Schwägerschaftsbeziehungen gebraucht.
Der US-amerikanische Anthropologe Lewis Henry Morgan widmete 1877 der Punalua-Ehe ein Kapitel seines Werks Ancient Society (deutsch: Die Urgesellschaft).
Friedrich Engels prägte dafür den Begriff Gruppenehe, den er im Rahmen seines evolutionistischen Modells als Zwischenstufe zwischen der angeblich uneingeschränkten Promiskuität „primitiver“ und der Monogamie „zivilisierter“ Völker postulierte. Die Ethnologin Bettina Beer bestreitet, dass auf Hawaii die Gruppenehe praktiziert wurde.